# Столбов, Филипп Агафонович
Филипп Агафонович Столбов (1921—1997) — Гвардии старший сержант Рабоче-крестьянской Красной Армии, участник Великой Отечественной войны, Герой Советского Союза (1945).

## Биография
Филипп Столбов родился 1 июля 1921 года в селе Столбовка (ныне — Ельцовский район Алтайского края). После окончания четырёх классов школы проживал и работал в Кемеровской области. В 1939 году Столбов был призван на службу в Рабоче-крестьянскую Красную Армию. Окончил школу младших командиров. С начала Великой Отечественной войны — на её фронтах. В боях четыре раза был ранен.
К январю 1945 года гвардии старший сержант Филипп Столбов был помощником командира взвода 107-го гвардейского стрелкового полка 34-й гвардейской стрелковой дивизии 4-й гвардейской армии 3-го Украинского фронта. Отличился во время освобождения Венгрии. В начале января 1945 года Столбов во главе группы бойцов захватил дом на станции Банхида к северо-западу от Секешфехервара и пять дней удерживал его, отразив сорок немецких контратак.
Указом Президиума Верховного Совета СССР от 29 июня 1945 года за «образцовое выполнение боевых заданий командования на фронте борьбы с немецкими захватчиками и проявленные при этом мужество и героизм» гвардии старший сержант Филипп Столбов был удостоен высокого звания Героя Советского Союза с вручением ордена Ленина и медали «Золотая Звезда» за номером 8160.
После окончания войны Столбов был демобилизован. Проживал и работал в городе Славянске Донецкой области Украинской ССР. Скончался 15 ноября 1997 года, похоронен в Славянске.
Был также награждён орденом Отечественной войны 1-й степени и рядом медалей.